# Sistema archivístico
Un sistema archivístico es un conjunto de normas e instituciones que participan en la dirección, seguimiento, coordinación e inspección de los programas para la conservación, tratamiento y difusión de un conjunto de documentos. Componen el sistema archivístico los archivos, los servicios archivísticos, la gestión o administración de archivos, la legislación archivística y el personal.

## Definición
Según varios autores podemos encontrar diferentes puntos de vista de la definición de sistema archivístico. Por ejemplo, Antonia Heredia considera que un «sistema de archivos se configura con una red de centros para estructurar la recogida, transferencia, depósito, organización, descripción y servicio de los documentos». A su vez, José Ramón Cruz Mundet realiza un análisis del sistema archivístico español, de otros países y de la Unión Europea y concluye que un sistema de archivos se configura mediante los órganos directores y consultivos, los centros, los servicios y la legislación que los afecta. Para Eduardo Núñez un sistema archivístico presenta una compilación completa de los diferentes sistemas de archivo y los vincula al ciclo de vida de los documentos.

## Elementos
A pesar de la diferencia que se puede ver en las diversas definiciones que hace la teoría archivística, parece que hay una cierta unanimidad sobre el hecho de que un sistema de archivos es conformado por: los órganos directores y consultivos, la red de centros, los servicios, los recursos y el marco legal.

### Órganos
En cuanto a los órganos, normalmente todos los sistemas confieren la capacidad de liderazgo en un organismo que reúne las competencias de regular e impulsar las políticas archivísticas. En el caso del sistema archivístico español se conforma según estos órganos: la Subdirección General de Archivos y Gestión Documental, la Junta Superior de Archivos, el Centro de Información Documental de Archivos (CIDA), la Comisión Superior Calificadora de Documentos Administrativos, el Servicio de Reproducción de Documentos, otros órganos derivados de las disposiciones de la Ley de Patrimonio Histórico Español de 1985. En el caso de Cataluña los órganos serían: la Dirección del Sistema, el Consejo Nacional de Archivos y la Comisión Nacional de Acceso, Evaluación y Selección Documental .
Otros elementos fundamentales los constituye la creación de consejos asesores, comisiones u otros servicios de apoyo al territorio y los archivos pertenecientes al sistema.

### Red de centros
La red de centros deviene una mención presente en todas las formulaciones de los sistemas archivísticos. Algunas legislaciones se limitan a reconocer la existencia de dos bloques bien diferenciados - archivos públicos y archivos privados, mientras que en los demás sea patente el interés de definir la tipología de archivos que conforman la realidad del territorio objeto de regulación. En este sentido, es evidente que estas dos variantes muestran la diferente voluntad política de operar sobre el sistema y la asunción del ciclo vital de los documentos como uno de los elementos estructuradores del sistema.

### Recursos
Los recursos infraestructurales, humanos y económicos constituyen un elemento primordial en la voluntad de crear un sistema de archivos mínimamente aceptable. Es necesario unas infraestructuras, personal, recursos técnicos y científicos y recursos tecnológicos.
Para tener un buen sistema archivístico es necesario edificios e instalaciones, con una correcta dimensión y ubicación para cada tipo de archivo del sistema. Se debe disponer de unas buenas infraestructuras, ya que sino se puede estar construyendo un sistema de archivos teórico perfecto, pero en los aspectos materiales no pasa de ser un sistema virtual.
Pero, lo que realmente articula un sistema de archivos son los archiveros, tanto en los lugares de decisión como los de ejecución. Tanto el diseño como la planificación de un sistema archivístico está a cargo de especialistas, profesionales o expertos en la materia.
Sobre los recursos técnicos y científicos del sistema, nos referimos a los supuestos científicos y metodológicos de la Archivística aplicados a un sistema archivístico concreto. Y, los recursos tecnológicos los identificamos con las nuevas tecnologías y, éstas, con la Informática, la Telemática, la Ofimática y las Telecomunicaciones.

### Marco legal
En cuanto al marco legal, normalmente los sistemas se conforman por aplicación estricta de una legislación, en la cabecera de la cual hay una ley de archivos, si bien su plasmación práctica está estrechamente vinculada al desarrollo de esta norma general mediante decretos, órdenes y reglamentos.
Todo sistema archivístico está regulado por un conjunto de normas en las que, debemos distinguir dos clases. La primera de ellas es la formada por el conjunto de normas legales que deben aplicarse en la gestión del sistema, ya que obedecen al marco legal, jurídico y reglamentario del país o del Estado en que se encuentre el sistema archivístico. Este conjunto de normativas legales se ven muy evidentes en el caso de los archivos públicos, es decir, los archivos integrados en los sistemas archivísticos de las administraciones públicas. En el caso de los sistemas archivísticos privados y sus fondos deben acomodarse a las diversas normativas legales del sistema archivístico. La segunda clase de normas, se refiere a las normas técnicas para la organización y gestión del sistema archivístico, han seguido a cada época, en cada país y en cada institución un camino paralelo a sus propios sistemas archivísticos, existiendo en cada caso un modelo de gestión muy peculiar y específico.

## Modelos
Los sistemas archivísticos pueden responder a modelos centralizados o descentralizados, en función de la estructura política de un país.

### Centralizado
En los países centralistas, los órganos, la capacidad legislativa, los archivos, los recursos y los instrumentos de gestión y coordinación los asume una autoridad archivística central. Las características más comunes son las siguientes: el establecimiento de una dirección general de archivos del Estado, la existencia de una red de archivos nacionales, regionales y provinciales que constituyen la estructura básica, el control efectivo sobre la totalidad de los archivos del país en cuanto al cumplimiento de las normas técnicas, la selección y la formación del personal y la posibilidad de generar una legislación que se aplica de manera uniforme en todo el territorio.
Son ejemplos de países con estructura centralizada los casos de Francia, Italia, Países Bajos, Rusia y la mayoría de países de América Latina.

### Descentralizado
En los países de estructura descentralizada, el modelo archivístico es sensiblemente diferente. El modelo descentralizado o de estructura federal se caracteriza por: la inexistencia de una autoridad central o de un sistema estatal, la formalización de un órgano que garantice la coordinación mediante acuerdos o convenios entre las partes y el hecho de que la legislación del Estado debe convivir con las leyes propias de los diferentes territorios autónomos.
Son ejemplos de países con modelo archivístico descentralizado los casos de Alemania y de Brasil.

## Sistema archivístico institucional
El sistema archivístico institucional es un sistema propio de una institución, organización o administración pública para llevar a cabo la planificación, organización y gestión de sus fondos.
El sistema archivístico tiene dos elementos básicos; la institución productora y el fondo o más de uno y su sistematización y organización.
- La institución u organización productora es la que produce la documentación, la gestiona, configura un fondo de archivo, planifica y lo organiza.
- El fondo archivístico es el objeto del sistema; la creación, regulación y gestión de este fondo es donde se encuentra el origen del sistema.

Una vez limitados la institución y fondos como elementos básicos del sistema, los elementos necesarios para su construcción y un óptimo funcionamiento serían los archivos y centros archivísticos que estructuran el sistema, la administración que se encarga de su gestión y planificación, los servicios técnicos que le sirvan de ayuda, la normativa legal y reglamentaria que lo regula y, por último, los recursos de toda clase necesarios para hacerlo funcionar, estos son, las instalaciones, el personal, los medios técnicos y tecnológico.
La finalidad del sistema archivístico es establecer un modelo de organización en ese fondo en concreto. El fondo es único y pertenece a una institución determinada o varias instituciones vinculadas orgánicamente entre sí.